# سیارک ۱۰۰۹۹
سیارک ۱۰۰۹۹ (به انگلیسی: 10099 Glazebrook، نامگذاری:1991VB9) ده هزار و نود و نهمین سیارک کشف شده‌است که در ۴ نوامبر ۱۹۹۱ کشف شد.
قدر مطلق سیارک برابر ۱۳٫۴۰ است.